# Orthogeomys cavator
Orthogeomys cavator là một loài động vật có vú trong họ Chuột nang, bộ Gặm nhấm. Loài này được Bangs mô tả năm 1902.